# NetBEUI
NetBEUI (NetBIOS Extended User Interface) — расширенный пользовательский интерфейс дейтаграммной передачи NetBIOS. В середине 1990-х годов широко использовался для небольших ЛВС, затем постепенно был вытеснен TCP/IP.
Комбинированный протокол L3/L4, используемый как механизм передачи для NetBIOS на основе широковещательных рассылок. Этот протокол является реализацией стандарта NetBIOS.
Транспортной частью NetBEUI является NBF (NetBIOS Frame Protocol). Сейчас вместо NetBEUI обычно применяется NetBIOS over TCP/IP (NBT), так как поддержка NetBEUI в Windows прекращена с Windows 2003. Samba (SMB-файловый сервер под Unix) имеет только реализацию NBT, не поддерживая ни IPX, ни NetBEUI.
Протокол NetBEUI вследствие своей примитивности требует меньше всего ресурсов и обеспечивает наивысшую скорость работы, но из-за ряда присущих ему недостатков, таких как невозможность маршрутизации и сильная зашумлённость в большой сети, NetBEUI можно эффективно использовать только в небольших локальных сетях (IBM разработала протокол NetBEUI для локальных сетей, содержащих порядка 20 — 200 рабочих станций). Так как NetBEUI не маршрутизируемый, то он не позволяет создавать глобальные сети, объединяя несколько локальных сетей. Сети, основанные на протоколе NetBEUI, легко реализуются, но их трудно расширять, так как протокол NetBEUI не маршрутизируемый.